# Kislionka
Kislionka (en rus: Кислёнка) és un poble de l'óblast de Nijni Nóvgorod, a Rússia, segons el cens del 2010 tenia 184 habitants, pertany al municipi de Tenekàievo.